# 27005 Dariaguidetti
27005 Dariaguidetti è un asteroide della fascia principale. Scoperto nel 1998, presenta un'orbita caratterizzata da un semiasse maggiore pari a 2,4004724 au e da un'eccentricità di 0,2333730, inclinata di 9,95540° rispetto all'eclittica.